# Фрідріх Госсбах
Фрідріх Госсбах (нім. Friedrich Hoßbach; нар. 21 листопада 1894, Унна — пом. 10 вересня 1980, Геттінген) — німецький воєначальник часів Третього Рейху, генерал від інфантерії (1943) вермахту. Кавалер Лицарського хреста Залізного хреста з дубовим листям (1943). Учасник Першої та Другої світових війн.

## Біографія
Військова кар'єра
- 29 жовтня 1913 — фенрих
- 19 червня 1914 — лейтенант
- 20 вересня 1918 — оберлейтенант
- 1 березня 1927 — гауптман
- 1 березня 1934 — майор
- 1 вересня 1935 — оберстлейтенант
- 1 березня 1937 — оберст
- 1 березня 1942 — генерал-майор
- 15 травня 1943 — генерал-лейтенант
- 1 листопада 1943 — генерал від інфантерії

Фрідріх Вільгельм Людвіг Госсбах народився 21 листопада 1894 року в місті Унна у провінції Вестфалія у родині професора середньої школи Генріха Госсбаха та його дружини Анни. 29 жовтня 1913 року після завершення навчання кадетом у Гросс-Ліхтерфельде прийнятий на службу фенрихом до 2-го Кургессенського піхотного полку Nr. 82 в Геттінгені. 19 червня 1914 року йому присвоєне звання лейтенант.
Після початку Першої світової війни Госсбах разом з полком бився на Західному фронті. Брав участь у вторгненні до Бельгії, бої за Намюр, Мальмеді, штурмі Льєжа. 1 листопада 1914 року, після того, як його полк передислокували на російський фронт до Східної Пруссії, став ад'ютантом III батальйону його полку; на цій посаді перебував до 15 вересня 1916 року. Згодом служив у 419-му піхотному полк полковим ад'ютантом. З 2 березня по 12 листопада 1918 року він проходив службу у штабі XVIII армійського корпусу. Після завершення війни повернувся у рідний полк. За час війни відзначений Залізними хрестами обох ступенів, Ганзейським хрестом і австрійським орденом «За військові заслуги».
1919 році Госсбах воював у складі фрайкора проти комуністів в Тюрингії. Потім він продовжив службу в рейхсвері. З жовтня 1927 — у військовому міністерстві Веймарської республіки. З серпня 1934 до січня 1938 року — ад'ютант (від сухопутних сил) рейхсканцлера Німеччини Адольфа Гітлера. З березня 1937 — оберст. На початку 1938 року Госсбах був свідком того, що до Гітлера прибув Герман Герінг з документами, які підтверджували, що головнокомандувач Сухопутних військ вермахту генерал Вернер фон Фріч, замішаний у гомосексуальних зв'язках. Порушуючи наказ Гітлера, Госсбах передав справу особисто Фрічу, щоб попередити його про висунуті звинувачення. Фріч дав своє слово офіцеру, що це — «нахабна брехня», а Госсбах передав це повідомлення Гітлеру. Через два дні Госсбах був звільнений зі своєї посади, ад'ютанта Гітлера.
З вересня 1938 — командир 82-го піхотного полку 31-ї піхотної дивізії.
26 серпня 1939 року за декілька днів до початку вторгнення німецького вермахту до Польщі, Госсбах здав посаду командира полку оберсту Бертхольду й прийняв посаду начальника штабу XXX армійського корпусу, що очолював генерал артилерії Отто Гартманн. Корпус формувався у Нижньому Рейні у складі армійської групи «А» й призначався для захисту німецько-французького кордону. Вже в кінці вересня Госсбах став начальником штабу II армійського корпусу, яким командував генерал від інфантерії Адольф Штраус.
1 грудня 1939 року оберст Госсбах повернувся на посаду командира 82-го піхотного полку 31-ї дивізії, на чолі якої бився у Французькій кампанії. 7 жовтня 1940 року за бойові заслуги в битвах у Франції нагороджений Лицарським хрестом Залізного хреста.
З 22 червня 1941 року полк Госсбаха, що входив до XII армійського корпусу 4-ї польової армії групи армій «Центр», взяв активну участь у німецько-радянській війні. 82-й полк Госсбаха бився в Білорусі, в районі Білостока й Мінська, потім у Смоленській битві та на Московському напрямку.
У лютому — березні 1942 року — в командному резерві, з 1 березня 1942 — генерал-майор. З 1 квітня 1942 — командир 82-ї піхотної дивізії (на південній ділянці Східного фронту). З 1 вересня 1942 — знову в командному резерві.
15 травня 1943 року призначений командиром 31-ї піхотної дивізії, що вела бойові дії в районі Орла. 2 серпня 1943 року став командувачем LVI танкового корпусу. У вересні 1943 — нагороджений дубовим листям до Лицарського хреста. З листопада 1943 — у званні генерал від інфантерії.
З 20 липня 1944 року — командувач 4-ї армії, яка протистояла радянському стратегічному наступу в Білорусі та в Східній Пруссії. 28 січня 1945 року його відсторонили від посади командувача армії, через те, що він порушив наказ фюрера та відступив зі своїми військами через побоювання, що на 4-ту армію чекає доля «другого Сталінграду».
З 29 січня 1945 року — знову в резерві фюрера. 8 квітня 1945 року до міста Геттінген, де перебував Госсбах наблизилися американські війська. Друзі відставного генерала попередили його, що місцевий відділ гестапо та керівництво партії НСДАП в місті збираються заарештувати Госсбаха, якого вважали традиційним противником нацистського режиму. Генерал зустрінув «гостей» з пістолетом у руці, й коли вони з'явилися влаштував стрілянину. В сутичці він примусив нацистів втекти, і буквально невдовзі в Геттінген увійшли американці, яким він здався.
Перебував в американському полоні до 1947 року.

## Нагороди

### Перша світова війна
- Залізний хрест
  - 2-го класу (26 вересня 1914)
  - 1-го класу (26 травня 1916)
- Ганзейський Хрест (Гамбург)
- Хрест «За військові заслуги» (Австро-Угорщина) 3-го класу з військовою відзнакою
- Нагрудний знак «За поранення» в чорному

### Міжвоєнний період
- Почесний хрест ветерана війни з мечами
- Медаль «За вислугу років у Вермахті» 4-го, 3-го, 2-го і 1-го класу (25 років)
- Медаль «У пам'ять 13 березня 1938 року»
- Медаль «У пам'ять 1 жовтня 1938»

### Друга світова війна
- Застібка до Залізного хреста
  - 2-го класу (11 травня 1940)
  - 1-го класу (30 травня 1940)
- Лицарський хрест Залізного хреста з дубовим листям
  - Лицарський хрест (7 жовтня 1940)
  - Дубове листя (№298; 11 вересня 1943)
- Почесна застібка на орденську стрічку для Сухопутних військ (22 липня 1941)
- Медаль «За зимову кампанію на Сході 1941/42»
- Тричі відзначений у Вермахтберіхт

## Твори
- Fr. Hoßbach: Einflüsse Immanuel Kants auf das Denken preußisch-deutscher Offiziere. Rundbrief der Albertus-Universität (Göttinger Arbeitskreis), Weihnachten 1953.